# Møgeltønder
Møgeltønder (en alemán, Mögeltondern) es un área urbana o barrio (en danés, byområder) del municipio de Tønder, en Dinamarca. Tiene una población estimada, a inicios de 2022, de 799 habitantes.

## Historia

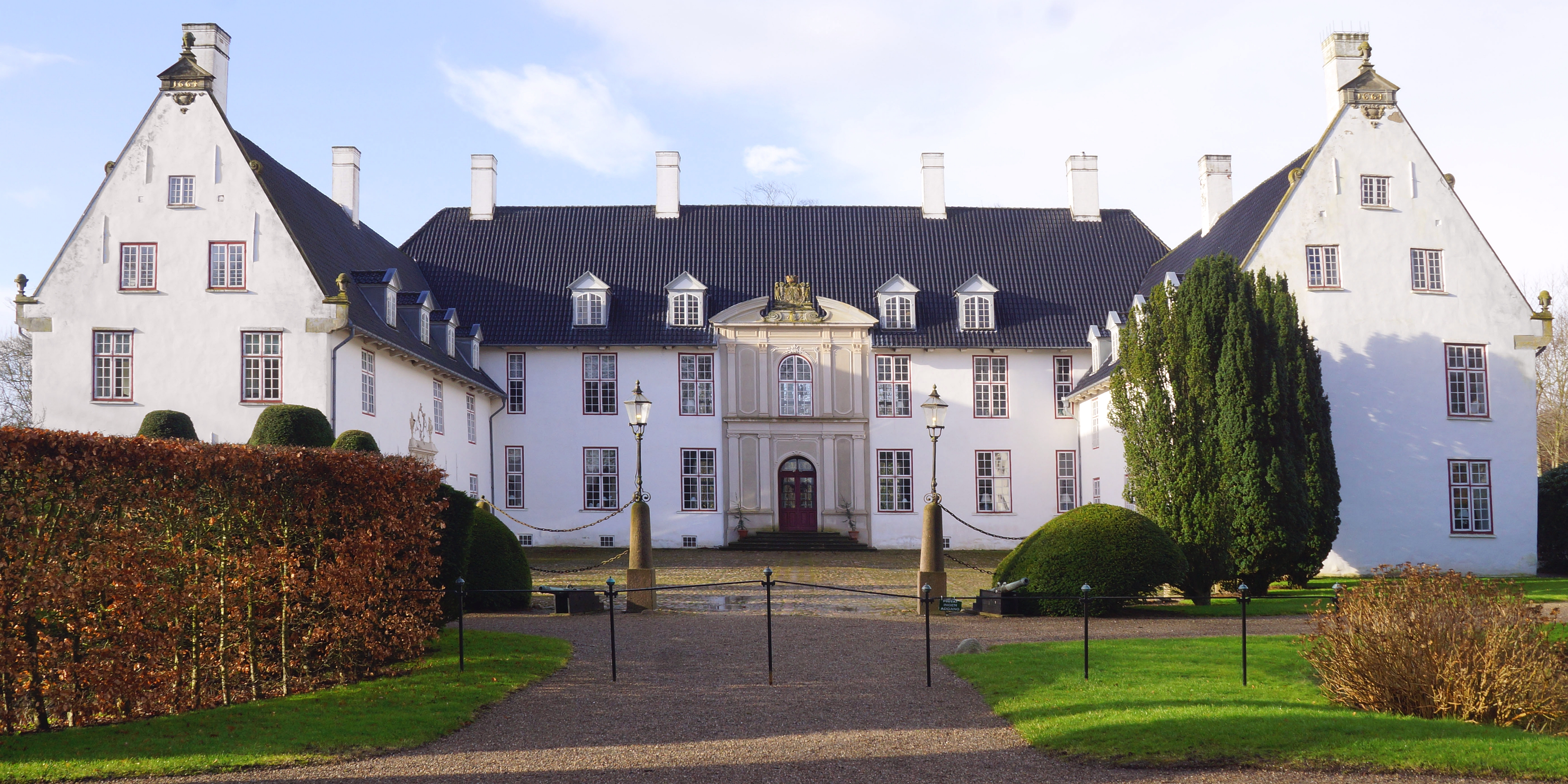
El palacio de Schackenborg (2023)

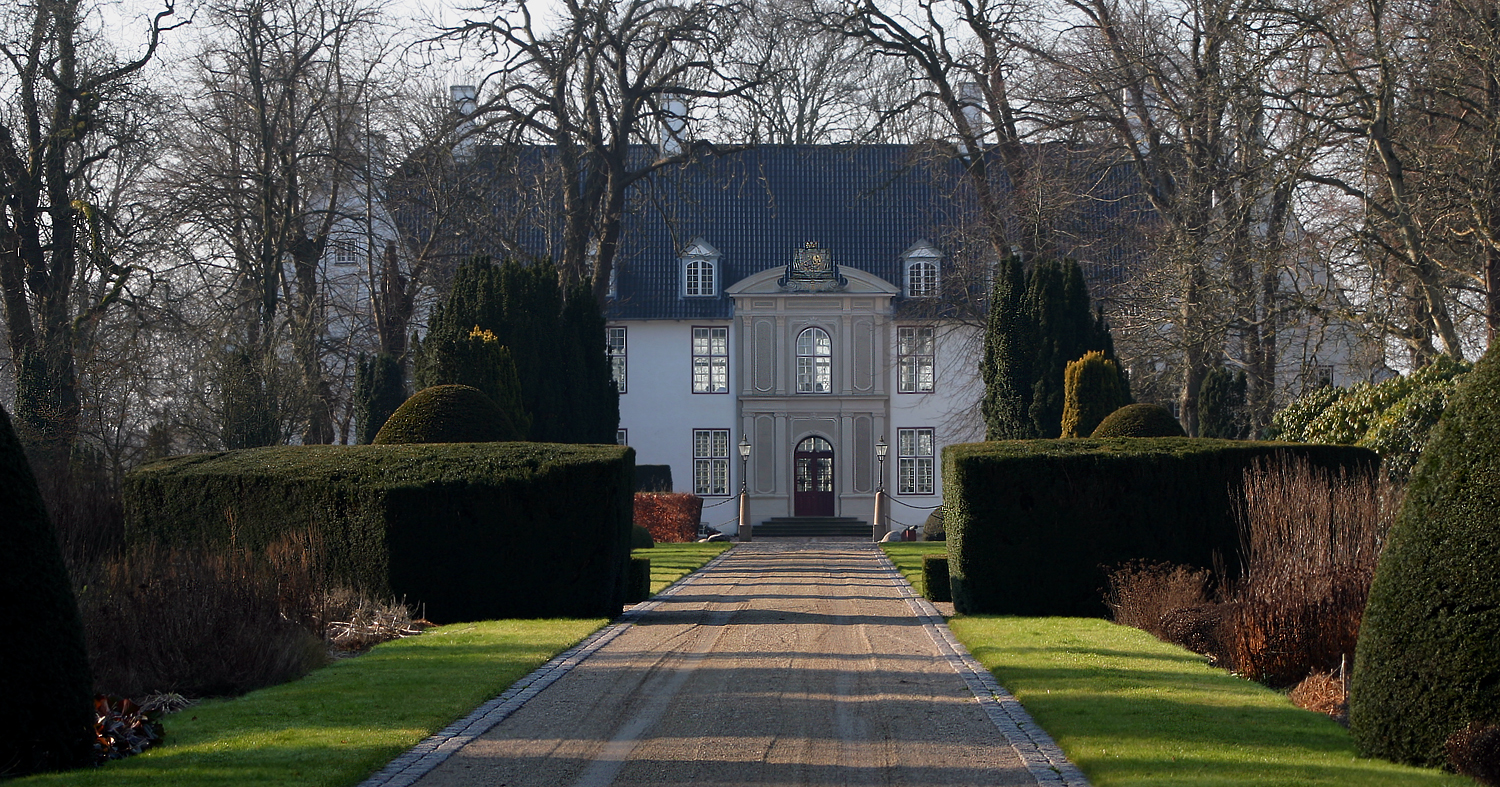
El palacio de Schackenborg. (2006)

Hacia 1150, se nombra por primera vez el pueblo de Tundira por el geógrafo hispano árabe Al-Idrisi. No se sabe si hacía referencia a Tønder o a Møgeltønder. Møgeltønder es más antigua que su vecina Tønder, y el nombre de ambas significa "yesca". Para diferenciar ambas localidades, se utilizaron los nombres de Møgeltønder ("gran Tønder"), y Lilla Tønder ("pequeña Tønder"). Con el tiempo, Lilla Tønder se hizo más grande e importante que Møgeltønder y simplificó su nombre a Tønder.
La historia de Møgeltønder está muy relacionada con un palacete que ha existido aquí desde la Edad Media. Originalmente se trataba de una propiedad del obispo de Ribe, que con la reforma protestante pasó a manos del rey de Dinamarca. En el siglo XVII, Federico III donó el palacete al conde Hans von Schack, de quien toma su nombre actual de Schackenborg.
Møgeltønder se situó dentro de los enclaves reales en Schleswig hasta 1867. La localidad pertenecía por lo tanto a la corona y no estaba sujeta a la jurisdicción del ducado de Schleswig. En los siglos XVII y XVIII hubo en el pueblo cierta producción de encaje. Parte de Prusia desde 1864 y de Alemania entre 1871 y 1920, la población de Møgeltønder votó en los plebiscitos de Schleswig mayoritariamente a favor de regresar a Dinamarca.
El turismo se ha incrementado desde que el príncipe Joaquín de Dinamarca y su entonces esposa Alexandra Manley establecieron aquí su residencia en 1995.

## Patrimonio

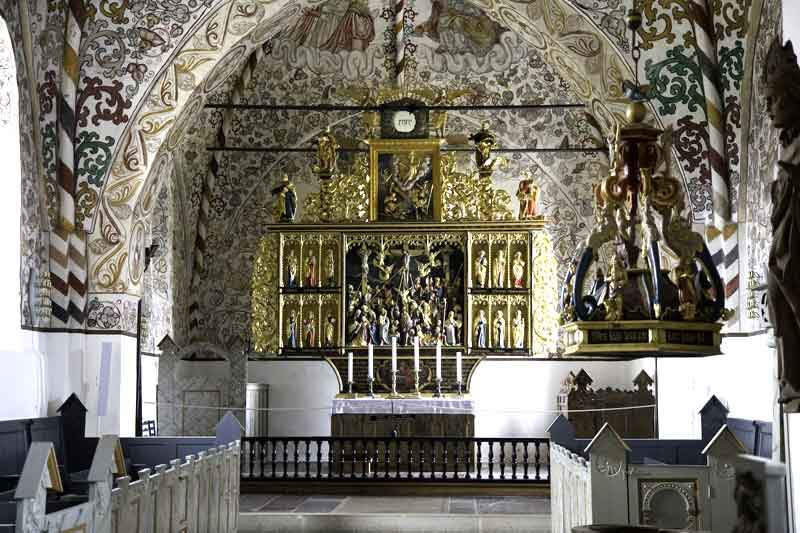
Interior de la iglesia.

El palacio de Schackenborg es uno de los palacios reales de la monarquía danesa. Es un palacio barroco que sirve de residencia al príncipe Joaquín y su familia. Los jardines llegan a estar abiertos al público durante el verano.
La iglesia de Møgeltønder es de arquitectura tardo-románica. Perteneció al palacio y cuenta con una rica decoración en su interior, que incluye entre otras cosas frescos góticos y renacentistas, un valioso retablo gótico tallado en madera y uno de los órganos más antiguos de Dinamarca.
La calle principal contiene casas de ladrillo muy bien conservadas, algunas con techo vegetal, que datan de los siglos XVIII y XIX.